# 鼠拟扁体吸虫
鼠拟扁体吸虫（学名：Platynosomoides muris）为双腔科拟扁体属的动物。分布于俄罗斯以及中国大陆的福建漳浦等地，营寄生生活，终末宿主田鼠，寄生于肝脏以及胆管。